# Philogenia carrillica
Philogenia carrillica – gatunek ważki z rodziny Philogeniidae. Występuje na terenie Ameryki Środkowej.